# Bébé roi de Rome
Bébé roi de Rome o Bébé fils de l'empereur és una pel·lícula muda francesa dirigida per Louis Feuillade i estrenada el 5 d'abril de 1911.
Aquesta pel·lícula forma part de la sèrie Bébé.

## Repartiment
- René Dary : Bébé (com Clément Mary)
- Renée Carl : Madame Labèbe, la mama
- Paul Manson : el pare, Mr Labébe
- Alphonsine Mary : Fonfon, germana petita de Bébé
- Jeanne Saint-Bonnet : Julie, la minyona